# Associazione Sportiva Giovanile Nocerina 2011-2012
Questa voce raccoglie le informazioni riguardanti l'Associazione Sportiva Giovanile Nocerina nelle competizioni ufficiali della stagione 2011-2012.

## Stagione
Confermata in gran parte la rosa del campionato precedente e in panchina Gaetano Auteri. Il ruolo di segretario generale viene affidato all'esperto Giuseppe Iodice ex Salernitana, Napoli e Gallipoli. Tra i nuovi acquisti arrivano i centrocampisti Luiz Gabriel Sacilotto e Alberto Giuliatto e l'attaccante Gianvito Plasmati. In Coppa Italia viene superato il Foggia al primo turno (2-0), mentre nel secondo al Ferraris il Genoa riesce ad evitare i supplementari proprio al 90', in uno spettacolare 4-3.
La squadra non parte male, anche se nella gara di esordio del 27 agosto a Modena contro il Sassuolo, dopo essere passata in vantaggio con Di Maio dopo pochi minuti, perde 3-1. Vengono conquistati 13 punti nelle successive undici partite, di cui 8 in trasferta (prime due vittorie esterne in assoluto in Serie B, ottenute contro Livorno e Cittadella il 4 settembre e il 1º ottobre, pareggi a Bari e Verona), mentre in casa subisce alcune clamorose sconfitte pur mostrando bel gioco (0-1 ad opera dell'Ascoli, dove viene annullato un goal regolare di Negro, 1-2 dal Torino e 2-3 nel derby con la Juve Stabia), e non riesce ad andare oltre il pari contro Brescia e Modena. Dopo l'ottima vittoria interna per 4-2 ai danni della Sampdoria del 29 ottobre 2011, la squadra inizia ad attraversare una crisi di gioco e risultati: pesante 2-0 subìto a Empoli il 1º novembre, sconfitta interna in rimonta ad opera del Grosseto (1-2 dopo che Castaldo sbaglia il rigore del possibile 2-0) quattro giorni dopo. Ma i momenti negativi più eclatanti sono le clamorose rimonte subìte nel doppio turno casalingo del 19 e 26 novembre contro il Vicenza (in svantaggio di due reti fino al 77' i veneti conquistano il 2-2) e il Varese (i lombardi rimontano nel secondo tempo dal 2-0 al 2-4 finale), e lo 0-2 conquistato dal Crotone il 10 dicembre (ad inizio ripresa il brasiliano Gabionetta segna due reti in un minuto), cui si alternano prestazioni esterne più convincenti (il 13 novembre beffarda sconfitta per 2-1 all'87' ad opera della Reggina e pareggi per 2-2 contro AlbinoLeffe e Padova il 3 e 17 dicembre). Alla fine del girone d'andata la squadra è relegata al penultimo posto con 16 punti, frutto di 3 vittorie, 7 pareggi e 11 sconfitte. Se l'attacco è tra i più prolifici del torneo (30 goal fatti), la difesa è la più battuta (40 goal subìti). Dopo un periodo di prova, entra ufficialmente a far parte della rosa il centrocampista Nicola Mingazzini. Il 7 gennaio 2012, all'indomani del 4-2 interno subìto dal Pescara, Auteri e il suo staff tecnico vengono sollevati dall'incarico e al suo posto viene chiamato Salvatore Campilongo, reduce da alcune esperienze nella serie cadetta. Al suo esordio in panchina, in occasione della prima giornata del girone di ritorno, la sera di venerdì 13 gennaio, la squadra riceve il Sassuolo, terzo in classifica. La difesa offre una buona prestazione, ma viene beffata da una punizione di Gianluca Sansone al 75'.
Domenica 22 gennaio la squadra è di scena a Brescia, dove subisce una nuova sconfitta (2-0), giocando senza aggressività e mostrandosi arrendevole al cospetto degli avversari; inoltre in classifica viene scavalcata dall'Ascoli (che nei minuti finali sconfigge 2-1 il Gubbio), ritrovandosi ultima. Il giorno dopo si dimettono sia Campilongo e il suo staff, sia il direttore sportivo Ivano Pastore, cui subentra Marcello Pitino. Martedì 24 gennaio viene ufficializzato il reincarico ad Auteri. La squadra viene rinforzata con gli acquisti del centrocampista Andrea Parola dal Piacenza, dei difensori Angelo Rea e Lorenzo Laverone (entrambi dal Sassuolo), e del fantasista peruviano Roberto Merino (ex Salernitana). Tra le cessioni spiccano in particolare quella del portiere Piergraziano Gori, cui viene preferito Emanuele Concetti, in prestito dalla Pergocrema e quelle di altri giocatori, tra i quali Plasmati, De Liguori (il 9 ottobre 2011 autore di un eurogoal nella gara persa 2-1 a Gubbio), Cavallaro, Petrilli, Marsili e Filosa. Nell'ultimo giorno di calciomercato invernale, vengono acquistati il difensore Giuseppe Figliomeni (proveniente dal Varese), e i due centrocampisti Biagio Pagano (in prestito dal Torino) e Ahmed Barusso (in prestito dalla Roma); il 17 febbraio viene acquistato il trentaseienne portiere Gabriele Aldegani, svincolatosi dalla Cremonese. La squadra inizia ad accennare segnali di ripresa: il 28 gennaio al San Francesco riesce nel primo tempo a portarsi dallo 0-1 al 2-1 in pochi minuti contro il Livorno, per poi essere beffata a dieci minuti dal termine da un bolide da fuori area di Siligardi, imparabile per Concetti. Tre giorni dopo nel turno infrasettimanale per 85 minuti viene difeso lo 0-0 ad Ascoli, salvo poi subire in mischia la rete di Gerardi; il 4 febbraio contro il Bari in casa finisce 1-1, con i pugliesi in goal con Caputo al 33'; la prima rete di Merino al 77' salva il risultato. Nei due turni successivi arrivano due nuove sconfitte: 3-1 a Torino, dove l'episodio più significativo è il rinnovato gemellaggio tra le due tifoserie, e 1-0 in casa ad opera del Cittadella, nel giorno della centesima gara molossa tra i cadetti. La squadra sembra sempre più spacciata, ma grazie alla sosta di campionato del 25 febbraio, Auteri riuscirà ad infondere nuove motivazioni.
Il lavoro svolto dal tecnico, soprattutto dal punto di vista psicologico, viene messo alla prova in occasione dell'attesissimo derby in trasferta con la Juve Stabia, che si disputa il 3 marzo. E i molossi colgono un 2-2 con qualche rimpianto: nel primo tempo si portano a sorpresa sullo 0-2 grazie ad una doppietta di Negro nella prima mezz'ora e resistono ai tentativi di rimonta fino al 69', quando Marco Sau accorcia le distanze su calcio di rigore; a un minuto dallo scadere Fabio Caserta agguanta il pareggio. Il punto guadagnato (che sarà anche l'ultima gara molossa a terminare in parità) non consente alla squadra di abbandonare il fondo della classifica, ma si rivela la gara dell'inizio di una grande rimonta, sfumata solo all'ultima giornata: il 10 a Nocera è di scena il Gubbio, in una partita chiave per le speranze rossonere; dopo una rete annullata agli umbri per fuorigioco, al 33' Negro porta in vantaggio i molossi, realizzando la rete numero 100 della Nocerina in serie B. Al 74' gli ospiti pareggiano con un tiro di Lofquist da fuori area; quando tutto sembra perduto, al 93' uno splendido sinistro di Merino regala la sospirata vittoria che mancava da diciassette partite. I molossi si portano a 22 punti, a -4 dalla quartultima, riaprendo di fatto la lotta per la salvezza. Il 17 a Modena, la squadra offre una prestazione meno convincente centrando pure due pali, e gli emiliani si impongono per 2-0. Sette giorni dopo arriva la seconda vittoria di fila al San Francesco: Figliomeni, Negro e Merino stendono per 3-1 il Verona, migliorando statisticamente di due unità il record di reti realizzate nel torneo 1947-48 (che fu di 39); il 31 a Marassi c'è poco da fare contro una rigenerata Sampdoria in piena rincorsa per i play-off. Dopo 26 minuti è già in vantaggio per 2-0 grazie a una doppietta di Pellè, ma i blucerchiati non vanno oltre.
Il venerdì che precede Pasqua viene centrata la terza vittoria consecutiva in casa, stavolta ai danni dell'Empoli; al 26' la difesa molossa viene sorpresa da Massimo Maccarone, e nonostante il forcing ed un palo colpito da Farias il risultato non cambia fino all'85', quando Di Maio indovina un sinistro a girare dalla distanza che si insacca alle spalle del portiere. In pieno recupero un giocatore avversario nel tentativo di contrastare Castaldo, commette un fallo di mano in area di rigore: dal dischetto Merino non fallisce e regala altri tre punti preziosi, che mantengono invariato il distacco dal quartultimo posto e consentono di scavalcare in classifica Albinoleffe e Gubbio.
Il 14 aprile arriva dopo sei mesi e mezzo una vittoria esterna, fondamentale per la classifica: i molossi passano a Grosseto per 2-1 grazie ad una doppietta di Laverone, portandosi a 31 punti. Gubbio e Vicenza pareggiano nello scontro diretto e il distacco dal quartultimo posto si riduce a -2. Ma ecco che la rincorsa si ferma tra le mura amiche, a causa di un sonoro 0-4 ad opera della Reggina, allenata dall'ex salernitano Roberto Breda: i rossoneri possono recriminare per un rigore sbagliato da Farias sullo 0-1 in chiusura di primo tempo, in una gara meno intensa delle precedenti, dove la squadra è poco propositiva nel cercare il pari e gli errori difensivi consentono agli amaranto di realizzare le altre tre reti nei minuti finali; la sconfitta, pesante sul campo, non lo è per la classifica, anche se il distacco si allunga di un punto. La squadra è attesa da due delicatissime trasferte: il 28 aprile c'è lo scontro diretto con il Vicenza. Protagonisti in assoluto sono il portiere Concetti, il quale riesce a parare ben due calci di rigore ai padroni di casa (ad Abbruscato e Paolucci) ed al 93' compie un miracolo su un colpo di testa ravvicinato del difensore Tonucci, mentre Farias riesce al terzo minuto di recupero del primo tempo, su assist di Merino, a piazzare il colpo vincente dello 0-1 finale. La Nocerina aggancia proprio i biancorossi al quartultimo posto a quota 34 punti, e riesce a non subire reti dopo 33 giornate.
A Varese invece nonostante una buona partita, il 1º maggio perde 2-1 contro i lombardi in piena lotta play off; dopo la doppietta di De Luca, non basta il goal di Barusso a cinque minuti dalla fine ad agguantare il pareggio. La classifica resta però invariata. Quattro giorni dopo ottiene una fondamentale e forse decisiva vittoria interna contro l'Albinoleffe per 1-0 grazie ad un goal di Merino ad inizio partita, condannando i seriani alla retrocessione; si rende più concreta la possibilità di ottenere la salvezza giocando i play-out, nella cui lotta si ritrova invischiato anche il Livorno. A Crotone, il 12 maggio finisce 3-1 per i calabresi, ma succede tutto negli ultimi venti minuti: dopo aver sprecato occasioni da rete da una parte e dall'altra, i molossi sono costretti a capitolare alla rete di Calil al 76' e una punizione millimetrica di Ciano sette minuti dopo; nel lungo recupero assegnato Di Maio riapre la partita, ma un minuto dopo Gabionetta la richiude, regalando la salvezza matematica. In classifica retrocede anche il Gubbio, mentre Vicenza e Livorno pareggiano i rispettivi incontri portandosi a 38 e 39 punti (ma i labronici il martedì successivo si porteranno a 42, dopo aver vinto 2-0 a Pescara nella prosecuzione della gara interrotta il 14 aprile). La Nocerina resta a 37, ma nelle ultime due gare è attesa da incontri più difficili.
Domenica 20 maggio al San Francesco è di scena il Padova, alla ricerca dei tre punti che consentirebbero una tenue speranza di poter raggiungere il sesto posto, utile per i play-off, mentre i molossi hanno un solo risultato a disposizione per giocarsela fino alla fine. Oltre ogni previsione, i biancoscudati vengono liquidati con un secco 3-0 maturato nel primo tempo grazie a una rete di Catania e una doppietta del solito Merino. A novanta minuti dalla fine la classifica dal sedicesimo al ventesimo posto è la seguente: ASCOLI 46, LIVORNO 45, EMPOLI 44, VICENZA 41, NOCERINA 40. Sabato 26 maggio 2012, ultima gara a Pescara, contro la formazione di Zeman già promossa in serie A: i molossi affrontano la gara a viso aperto, costruendo diverse palle-goal e una rete annullata a De Franco, perdendo 1-0 con un goal realizzato al 92' da Maniero. Il Vicenza in meno di un'ora rifila tre reti alla Reggina, guadagnandosi la possibilità di sfidare l'Empoli ai play-out. Nulla da fare per la Nocerina, che chiude in terzultima posizione (come 33 anni prima) a 40 punti (10 vittorie, 10 pareggi, 22 sconfitte; 52 reti fatte e 71 subìte) e viene retrocessa in Lega Pro Prima Divisione.
Il 9 giugno l'Empoli, dopo aver conquistato lo 0-0 a Vicenza sei giorni prima, vince 3-2 in rimonta al Castellani, guadagnandosi la permanenza in Serie B.
Per la stagione 2011-2012 le maglie della Nocerina sono marchiate Givova e lo sponsor principale è Alfa recupero crediti.

## Organigramma societario
Dal sito internet ufficiale della società.
Area direttiva
- Presidente: Giovanni Citarella
- Direttore Sportivo : Ivano Pastore fino a novembre 2011, poi Marcello Pitino
- Responsabile comunicazione: Simona Dicarlo
- Responsabile marketing: Mattia Giachello
- Ufficio stampa: Giuseppe Sicignano
- Segreteria: Giuseppe Iodice  Matteo Canale  Antonino Trotta  Mattia Contino

Area tecnica
- Allenatore: Gaetano Auteri
- Allenatore in seconda: Loreno Cassia
- Preparatore portieri: Luca Gentili
- Team Manager: Fausto Parisi fino a dicembre 2011, poi Giuseppe Sicignano
- Responsabile Sanitario: Augusto D'Aniello
- Medico Sociale: Michele Cioffi, Massimo Simeone
- Massaggiatore: Alessandro Grassi, Giovanni Oliva, Giuseppe Calabrese

## Rosa
Rosa e numerazione aggiornate al 31 gennaio 2012.
| N. |                    | Ruolo | Calciatore          |
| -- | ------------------ | ----- | ------------------- |
| 1  | Italia (bandiera)  | P     | Gabriele Aldegani   |
| 2  | Italia (bandiera)  | D     | Alessandro Nigro    |
| 3  | Italia (bandiera)  | D     | Roberto Di Maio     |
| 4  | Italia (bandiera)  | D     | Ciro De Franco      |
| 5  | Italia (bandiera)  | D     | Marco Pomante       |
| 6  | Italia (bandiera)  | C     | Vincenzo De Liguori |
| 7  | Italia (bandiera)  | C     | Biagio Pagano       |
| 8  | Italia (bandiera)  | C     | Alessandro Bruno    |
| 9  | Italia (bandiera)  | A     | Luigi Castaldo      |
| 10 | Italia (bandiera)  | A     | Maikol Negro        |
| 11 | Italia (bandiera)  | C     | Riccardo Bolzan     |
| 13 | Italia (bandiera)  | D     | Raffaele Alcibiade  |
| 14 | Italia (bandiera)  | C     | Cristian Suarino    |
| 15 | Brasile (bandiera) | C     | Luís Sacilotto      |
| 17 | Italia (bandiera)  | D     | Tommaso Nieddu      |
| 18 | Italia (bandiera)  | D     | Alberto Giuliatto   |

| N. |                    | Ruolo | Calciatore          |
| -- | ------------------ | ----- | ------------------- |
| 19 | Italia (bandiera)  | D     | Angelo Rea          |
| 20 | Italia (bandiera)  | D     | Manuel Scalise      |
| 21 | Italia (bandiera)  | D     | Lorenzo Del Prete   |
| 22 | Italia (bandiera)  | A     | Emanuele Catania    |
| 23 | Italia (bandiera)  | D     | Giuseppe Figliomeni |
| 24 | Ghana (bandiera)   | C     | Ahmed Barusso       |
| 27 | Italia (bandiera)  | D     | Lorenzo Laverone    |
| 28 | Italia (bandiera)  | C     | Vincenzo Nitride    |
| 33 | Perù (bandiera)    | C     | Roberto Merino      |
| 48 | Italia (bandiera)  | C     | Nicola Mingazzini   |
| 69 | Italia (bandiera)  | P     | Emanuele Concetti   |
| 70 | Brasile (bandiera) | A     | Diego Farias        |
| 79 | Italia (bandiera)  | C     | Andrea Parola       |
| 89 | Italia (bandiera)  | P     | Stefano Russo       |
| 92 | Italia (bandiera)  | D     | Daniele Donnarumma  |
| 99 | Italia (bandiera)  | A     | Mario Ramaglia      |

## Calciomercato

### Sessione estiva(dall'1/7 all'1/9)
| Acquisti | Acquisti           | Acquisti        | Acquisti          |
| R.       | Nome               | da              | Modalità          |
| -------- | ------------------ | --------------- | ----------------- |
| D        | Raffaele Alcibiade | Juventus        | prestito          |
| D        | Lorenzo Del Prete  | Siena           | prestito          |
| D        | Daniele Donnarumma | Napoli          | prestito          |
| C        | Vincenzo Nitride   | Torino          | prestito          |
| C        | Luís Sacilotto     | Virtus Lanciano | definitivo        |
| C        | Cristian Suarino   | Catania         | prestito          |
| A        | Salvatore Caturano | Empoli          | compartecipazione |
| A        | Diego Farias       | Chievo          | prestito          |
| A        | Gianvito Plasmati  | Catania         | svincolato        |
| A        | Mario Ramaglia     | Viribus Unitis  | definitivo        |

| Cessioni | Cessioni            | Cessioni | Cessioni   |
| R.       | Nome                | a        | Modalità   |
| -------- | ------------------- | -------- | ---------- |
| A        | Raffaele De Martino |          | svincolato |
| A        | Francesco Ripa      | Como     | prestito   |

### Sessione invernale(dal 3/01 al 31/01)
| Acquisti | Acquisti            | Acquisti    | Acquisti   |
| R.       | Nome                | da          | Modalità   |
| -------- | ------------------- | ----------- | ---------- |
| P        | Emanuele Concetti   | Pergocrema  | prestito   |
| D        | Angelo Rea          | Sassuolo    | prestito   |
| D        | Lorenzo Laverone    | Sassuolo    | prestito   |
| D        | Andrea Parola       | Piacenza    | definitivo |
| D        | Danilo Piroli       | Benevento   | definitivo |
| D        | Giuseppe Figliomeni | Varese      | prestito   |
| D        | Tommaso Nieddu      | Como        | definitivo |
| C        | Roberto Merino      | Juan Aurich | prestito   |
| C        | Biagio Pagano       | Torino      | prestito   |
| C        | Ahmed Barusso       | Roma        | prestito   |

| Cessioni | Cessioni             | Cessioni       | Cessioni                         |
| R.       | Nome                 | a              | Modalità                         |
| -------- | -------------------- | -------------- | -------------------------------- |
| P        | Piergraziano Gori    | Benevento      | definitivo                       |
| D        | Liberato Filosa      | Como           | definitivo                       |
| C        | Daniele Donnarumma   | Napoli         | fine prestito                    |
| C        | Salvatore Caturano   | Empoli         | riscatto comp.                   |
| C        | Manuel Scalise       | Ascoli         | definitivo                       |
| C        | Massimiliano Marsili | Fidelis Andria | definitivo                       |
| C        | Vincenzo De Liguori  | Barletta       | prestito con diritto di riscatto |
| A        | Nicola Petrilli      | Casale         | definitivo                       |
| A        | Giovanni Cavallaro   | Trapani        | definitivo                       |
| A        | Gianvito Plasmati    | Varese         | prestito con diritto di riscatto |

## Risultati

### Campionato[10]

#### Girone di andata
| Arbitro: | Gavillucci (Latina) |

|                                      |           |             |
| Terranova 26’ Boakye 33’ Sansone 38’ | Marcatori | 11’ Di Maio |

| Arbitro: | Velotto (Grosseto) |

|                 |           |                     |
| L. Castaldo 40’ | Marcatori | 45’ Ignacio Antonio |

| Arbitro: | Ostinelli (Como) |

|  |           |                              |
|  | Marcatori | 60’ Farias 90+4’ L. Castaldo |

| Arbitro: | Merchiori (Ferrara) |

|  |           |                |
|  | Marcatori | 18’ Papa Waigo |

| Arbitro: | Tommasi (Bassano del Grappa) |

|           |           |            |
| Rivas 31’ | Marcatori | 74’ Farias |

| Arbitro: | Giancola (Vasto) |

|                    |           |                          |
| Catania 69’ (rig.) | Marcatori | 20’ Antenucci 60’ Ebagua |

| Arbitro: | Di Paolo (Avezzano) |

|                       |           |                                                   |
| Bellazzini 37’ (rig.) | Marcatori | 2’ Catania 45+2’ Di Maio 90+4’ (rig.) L. Castaldo |

| Arbitro: | Ciampi (Roma) |

|                           |           |                                       |
| Di Maio 52’ Catania 90+3’ | Marcatori | 42’ Danilevičius 61’ Zito 70’ Mbakogu |

| Arbitro: | Viti (Campobasso) |

|                            |           |                |
| D. Ciofani 32’ Ragatzu 85’ | Marcatori | 34’ De Liguori |

| Arbitro: | Gavillucci (Latina) |

|                        |           |            |
| L. Castaldo 20’ (rig.) | Marcatori | 46’ Stanco |

| Arbitro: | Di Bello (Brindisi) |

|                  |           |                        |
| Hallfreðsson 77’ | Marcatori | 50’ (rig.) L. Castaldo |

| Arbitro: | Giacomelli (Trieste) |

|                                                                     |           |                    |
| Di Maio 26’ L. Castaldo 34’ (rig.) Catania 66’ (rig.) Del Prete 81’ | Marcatori | 80’, 84’ Maccarone |

| Arbitro: | Massa (Imperia) |

|                 |           |  |
| Tavano 40’, 79’ | Marcatori |  |

| Arbitro: | Mariani (Aprilia) |

|                 |           |                          |
| L. Castaldo 10’ | Marcatori | 39’ Mancino 58’ Consonni |

| Arbitro: | Ostinelli (Como) |

|                           |           |                   |
| Emerson 26’ Bonazzoli 87’ | Marcatori | 66’ (rig.) Farias |

| Arbitro: | Candussio (Cervignano del Friuli) |

|                                      |           |                             |
| L. Castaldo 17’ (rig.) Sacilotto 50’ | Marcatori | 76’ Abbruscato 86’ Bastrini |

| Arbitro: | Irrati (Pistoia) |

|                                    |           |                                                 |
| Troest 26’ (aut.) Negro 35’ (rig.) | Marcatori | 46’, 66’ Martinetti 85’ De Luca 90+3’ Nadarević |

| Arbitro: | Di Paolo (Avezzano) |

|                |           |                        |
| Laner 17’, 58’ | Marcatori | 53’ Plasmati 57’ Negro |

| Arbitro: | Palazzino (Ciampino) |

|  |           |                     |
|  | Marcatori | 53’, 54’ Gabionetta |

| Arbitro: | Cervellera (Taranto) |

|                                    |           |                   |
| Marcolini 17’ Milanetto 57’ (rig.) | Marcatori | 15’, 59’ Plasmati |

| Arbitro: | Pinzani (Empoli) |

|                        |           |                                           |
| Gherardi 7’ Farias 52’ | Marcatori | 8’ Cascione 10’, 28’ Immobile 89’ Maniero |

#### Girone di ritorno
| Arbitro: | Di Bello (Brindisi) |

|  |           |             |
|  | Marcatori | 75’ Sansone |

| Arbitro: | Gavillucci (Latina) |

|                              |           |  |
| El Kaddouri 23’ Jonathas 72’ | Marcatori |  |

| Arbitro: | Ciampi (Roma) |

|                             |           |                           |
| l. Castaldo 33’ Catania 38’ | Marcatori | 23’ Piccolo 80’ Siligardi |

| Arbitro: | Nasca (Bari) |

|             |           |  |
| Gerardi 85’ | Marcatori |  |

| Arbitro: | Giancola (Vasto) |

|            |           |            |
| Merino 77’ | Marcatori | 33’ Caputo |

| Arbitro: | Merchiori (Ferrara) |

|                                        |           |                 |
| D'Ambrosio 8’ Vives 32’ Stevanović 47’ | Marcatori | 53’ L. Castaldo |

| Arbitro: | Cervellera (Taranto) |

|  |           |                |
|  | Marcatori | 10’ Di Roberto |

| Arbitro: | Velotto (Grosseto) |

|                            |           |               |
| Sau 69’ (rig.) Caserta 89’ | Marcatori | 7’, 30’ Negro |

| Arbitro: | Irrati (Pistoia) |

|                        |           |              |
| Negro 33’ Merino 90+3’ | Marcatori | 74’ Lofquist |

| Arbitro: | Gallione (Alessandria) |

|                            |           |  |
| Dalla Bona 55’ Signori 90’ | Marcatori |  |

| Arbitro: | Candussio (Cervignano del Friuli) |

|                                           |           |           |
| Figliomeni 4’ Negro 16’ Merino 63’ (rig.) | Marcatori | 35’ Gómez |

| Arbitro: | Baracani (Firenze) |

|               |           |  |
| Pellè 6’, 26’ | Marcatori |  |

| Arbitro: | Tommasi (Bassano del Grappa) |

|                                 |           |                  |
| Di Maio 85’ Merino 90+4’ (rig.) | Marcatori | 26’ M. Maccarone |

| Arbitro: | Gavillucci (Latina) |

|              |           |                   |
| Sforzini 35’ | Marcatori | 13’, 69’ Laverone |

| Arbitro: | Calvarese (Teramo) |

|  |           |                                                      |
|  | Marcatori | 36’ (rig.) A. Viola 80’ Melara 90+1’, 90+7’ Ceravolo |

| Arbitro: | Ostinelli (Como) |

|  |           |              |
|  | Marcatori | 45+3’ Farias |

| Arbitro: | Candussio (Cervignano del Friuli) |

|                  |           |             |
| De Luca 44’, 66’ | Marcatori | 86’ Barusso |

| Arbitro: | Di Bello (Brindisi) |

|           |           |  |
| Merino 3’ | Marcatori |  |

| Arbitro: | Nasca (Bari) |

|                                      |           |               |
| Calil 75’ Ciano 82’ Gabionetta 90+3’ | Marcatori | 90+2’ Di Maio |

| Arbitro: | Ciampi (Roma) |

|                            |           |  |
| Catania 9’ Merino 23’, 45’ | Marcatori |  |

| Arbitro: | Palazzino (Ciampino) |

|               |           |  |
| Maniero 90+2’ | Marcatori |  |

### Coppa Italia
| Arbitro: | Cervellera (Taranto) |

|                     |           |  |
| L. Castaldo 4’, 37’ | Marcatori |  |

| Arbitro: | Banti (Livorno) |

|                                        |           |                                          |
| Palacio 13’ 48’ Pratto 15’ Kaladze 90’ | Marcatori | 38’ Di Maio 54’ Plasmati 88’ L. Castaldo |